# Nick Cleaver
Nicholas „Nick“ Cleaver (* 9. Mai 1975 in Sydney) ist ein ehemaliger australischer Freestyle-Skier.

## Werdegang
Cleaver trat international erstmals bei den Weltmeisterschaften 1991 in Lake Placid in Erscheinung, wobei er den 21. Platz im Aerials errang und startete im März 1991 in Voss erstmals im Weltcup. Dort kam er auf den 23. Platz im Moguls sowie auf den 14. Rang im Aerials und wurde im selben Monat bei den Internationalen Jugendmeisterschaften 1991 in Le Sauze Zehnter im Moguls, Neunter im Skiballett, Zweiter im Aerials sowie Erster in der Kombination. In der Saison 1991/92 erreichte mit drei Top-Zehn-Platzierungen den 16. Platz im Moguls-Weltcup sowie den achten Rang im Kombinations-Weltcup und belegte beim Saisonhöhepunkt, den Olympischen Winterspielen 1992 in Albertville, den 11. Platz im Moguls. In den folgenden Jahren belegte er bei den Weltmeisterschaften 1993 in Altenmarkt-Zauchensee und bei den Olympischen Winterspielen 1994 in Lillehammer jeweils den 16. Platz im Moguls. Zudem errang er in der Saison 1993/94 mit dem 14. Platz im Moguls-Weltcup sein bestes Gesamtergebnis in dieser Disziplin. In der Saison 1994/95 nahm er an 18 Weltcups teil und sprang dabei in der Disziplin Aerials viermal unter den ersten Zehn. Er erreichte damit den 11. Platz im Aerials-Weltcup und den achten Rang im Gesamtweltcup. Außerdem wurde er beim Saisonhöhepunkt, den Weltmeisterschaften 1995 in La Clusaz, Zehnter im Moguls und Achter im Aerials. In der Saison 1995/96 erreichte er in Breckenridge mit dem vierten Platz im Moguls seine beste Platzierung im Weltcup und nahm dort in der Saison 1996/97 letztmals am Weltcup teil, wobei er den 39. Platz im Moguls errang. Bei den Weltmeisterschaften 1997 im Iizuna Kōgen Sukī-jō belegte er den 20. Platz im Moguls-Wettbewerb.

## Erfolge

### Olympische Spiele
- 1992 Albertville: 11. Platz Moguls
- 1994 Lillehammer: 16. Platz Moguls

### Weltmeisterschaften
- 1991 Lake Placid: 21. Platz Aerials
- 1993 Altenmarkt: 16. Platz Moguls
- 1995 La Clusaz: 8. Platz Aerials, 10. Platz Moguls
- 1997 Iizuna Kōgen: 20. Platz Moguls

### Weltcup-Gesamtplatzierungen
Cleaver nahm an 74 Weltcups teil und erreichte 12 Top-Zehn-Platzierungen.
| Saison  | Gesamt | Gesamt | Moguls | Moguls | Dual Moguls | Dual Moguls | Aerials | Aerials | Kombination | Kombination |
| Saison  | Punkte | Platz  | Punkte | Platz  | Punkte      | Platz       | Punkte  | Platz   | Punkte      | Platz       |
| ------- | ------ | ------ | ------ | ------ | ----------- | ----------- | ------- | ------- | ----------- | ----------- |
| 1990/91 | 3      | 86.    | 3      | 57.    | –           | –           | 20      | 37.     | 7           | 14.         |
| 1991/92 | 14     | 33.    | 91     | 16.    | –           | –           | 12      | 41.     | 11          | 8.          |
| 1992/93 | 10     | 99.    | 92     | 36.    | –           | –           | –       | –       | –           | –           |
| 1993/94 | 48     | 48.    | 384    | 14.    | –           | –           | –       | –       | –           | –           |
| 1994/95 | 97     | 8.     | 248    | 22.    | –           | –           | 496     | 11.     | –           | –           |
| 1995/96 | 35     | 56.    | 212    | 23.    | 8           | 37.         | 80      | 34.     | –           | –           |
| 1996/97 | 18     | 85.    | 72     | 35.    | 4           | 49.         | –       | –       | –           | –           |